# Penobscot (rzeka)
Penobscot (ang. Penobscot River) – rzeka w Stanach Zjednoczonych, w stanie Maine. Jest najdłuższą rzeką stanu.
Jej długość wynosi ok. 560 km. Jej potoki źródłowe łączą się na terenie miasta Medway. Następnie biegnie płynie najpierw w kierunku południowo-wschodnim, a następnie południowo-zachodnim. Przepływa m.in. przez Bangor. Jej najdłuższym dopływem jest Mattawamkeag. Do zatoki Penobscot i Oceanu Atlantyckiego uchodzi nieopodal Bucksport. Ujście ma formę estuarium, położone są na nim liczne wyspy.
W przeszłości rzeka była miejscem istotnych połowów łososi. Następnie jej gospodarcze znaczenie opierało się na hydroenergetyce.
W trakcie epoki odkryć geograficznych w 1603 roku po raz pierwszy została przepłynięta przez angielskich żeglarzy. Rok później dokonał tego francuski podróżnik Samuel de Champlain. Rzeka swą nazwę zawdzięcza indiańskiemu plemieniu Penobscotów. Jej dolina była areną licznych starć angielsko-francuskich w XVII i XVIII wieku oraz amerykańsko-angielskich do zakończenia wojny brytyjsko-amerykańskiej. 
W ekranizacji powieści Polowanie na Czerwony Październik Toma Clancy’ego, tytułowy okręt podwodny płynie przez rzekę Penobscot w ostatnich scenach filmu. W książce okręt eskortowany jest do stanu Wirginia.